# Жером Таро

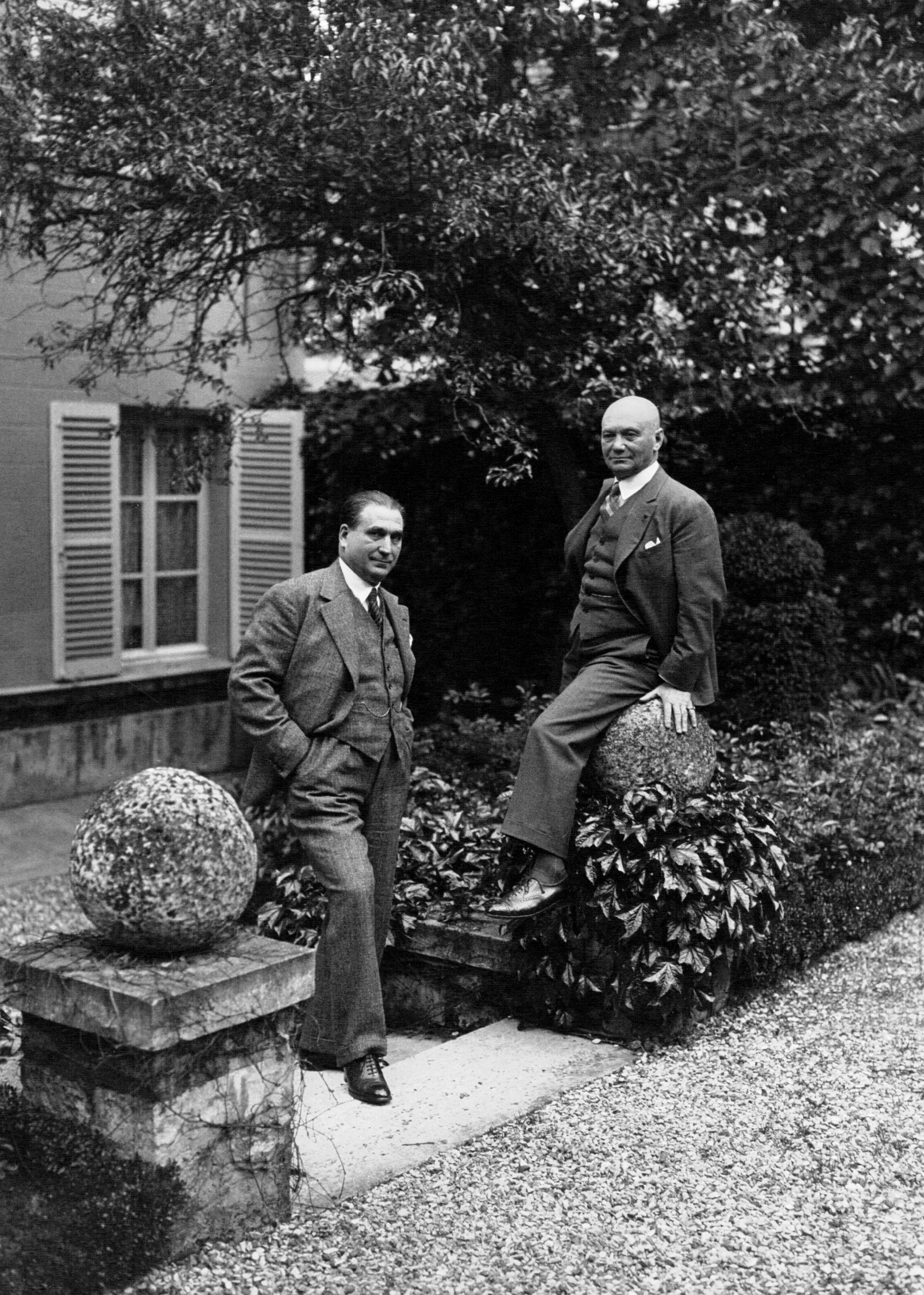
Брати́ Таро в Меріссі. 1932 рік.

Жеро́м Таро́ (справжнє ім'я Ерне́ст Таро́ — фр. Jérôme Tharaud, Ernest Tharaud, * 18 травня 1874, Сен-Жуньєн, Верхня В'єнна, Франція — † 28 січня 1953, Париж) — французький письменник, лауреат Ґонкурівської премії (1906, разом із братом Жаном Таро). Член Французької академії.

## Біографія
Жером Таро, як і його брат Жан, народився в регіоні Лімузен. Їх охрестили Ернестом і Шарлем. Згодом Шарль Пеґі запропонував їм змінити імена й назватися Жеромом та Жаном (на честь апостола і євангеліста Іоанна. Коли 1880 року помер батько братів, мати разом з дітьми переселилася до свого батька — директора Анґулемського імперського ліцею.
Жером Таро навчався спершу в цьому ліцеї, а тоді в паризькому колежі Сент-Барб. 1896 року вступив за конкурсом на відділ літератури Вищої нормальної школи.
Здобувши освіту, 1899 року він обійняв посаду викладача в Бухарестському університеті, а у 1903-му повернувся до Франції й став професійним літератором.
1898 року вийшов у світ перший твір Жерома й Жана  — «Кволий носильник». Після того вони опублікували в журналі Cahiers de la Quinzaine численні оповідання, повісті й романи, у тому числі й «Дінґлі, славетний письменник». 1906 року за цей роман, у якому критикуються погляди Редьярда Кіплінґа та засади британського імперіалізму, присуджено Ґонкурівську премію.
У братів Таро на все життя збереглася прив'язаність до рідного краю. 1922-го через поганий догляд зруйнувалася дзвіниця церкви в Сен-Жуньєні, і вони зібрали чимало грошей на ремонт. Робили це охоче, адже в цій церкві охрестили їх обох. 1939 року Жером, будучи вже членом Французької академії, висловив побажання, щоб на руків'ї шпаги, належної академіку, зобразити цю відреставровану дзвіницю.
Брати́ Таро упродовж п'ятдесяти років писали разом. Подавав ідею й починав писати зазвичай молодший Жан, а старший Жером відповідав за те, щоб довести річ до пуття. Невтомні мандрівники, вони побували в багатьох країнах — Палестині, Ірані, Марокко, Румунії, звідки привозили матеріал для репортажів і белетристичних творів. Серед усього виділяються дві серії: марокканська — «Рабат, або Марокканські години», «Маракеш, або Володарі Атласу», «Фес, або Буржуазія ісламу», «Ніч у Фесі» й іспанська — «Іспанські зустрічі», «Страсний тиждень у Севільї» і «Жорстока Іспанія». Велику увагу ці письменники приділяли євреям, їхній культурі та релігії. До творів на цю тему належать, зокрема, «Бар-Кошба», «Тінь хреста», «Коли Ізраїль — король», «Розмова про Ізраїль», «Наступний рік у Єрусилимі», «Саронська троянда», «Коротка історія євреїв», «Коли Ізраїль не король», «Наступний рік у Єрусалимі», «Біля Стіни Плачу».
З решти творів варто згадати такі, як «Світло», «Дрібна шляхта», «Пані-служниця», «Кохані» та «Двозначне признання» — їхню останню книжку, що вийшла в 1951-му, а також твори, присвячені їхнім учителям і побратимам у літературі: «Для вірних Пеґі», «Наш любий Пеґі», «Душа Пеґі», «Мої роки в Барреса», «Для вірних Барресу».
Свого часу братів Таро звинуватили за дух конформізму під час Другої світової війни. Були також звинувачення у расизмі (зокрема, за розділ «Марокканське ґетто» книжки «Маракеш, або Володарі Атласу», перевиданої в 1939 році), антисемітизмі та у прославлянні колоніалізму.
Зазнавши невдачі як кандидат у члени Французької академії 1923-го і програвши Абелеві Боннару в змаганні за місце Ле Ґоффіка в 1932-му, Жером Таро став академіком 1 грудня 1938, набравши дев'ятнадцять голосів проти п'яти у Фернана Ґреґа й змінивши в кріслі № 31 Жозефа Бедьє. 18 січня 1940 Жорж Дюамель передав Жеромові Таро це крісло. У книжці La Vieille Dame du quai Conti («Стара пані з набережної Конті») історик Ле Дюк де Кастрі (Le Duc de Castries) пише, що кандидатура Жерома Таро спершу викликала в академіків сумніви, бо ж, власне кажучи, цей письменник — не що інше, як «половина автора»… Зрештою, зупинилися на тому, що у лави «безсмертних» спершу виберуть Жерома, а згодом, коли буде нагода, і Жана.
Похований у Парижі, на Монмартрському цвинтарі.

## Твори
- Le Coltineur débile (1898) — «Кволий носильник»
- La Lumière (1900) — «Світло»
- Dingley, l'illustre écrivain [Архівовано 6 вересня 2011 у Wayback Machine.] (1902, Ґонкурівська премія (1906)) — «Дінґлі, славетний письменник»
- Les Hobereaux (1904) — «Дрібна шляхта»
- L'Ami de l'ordre (1905) — «Любитель порядку»
- La Ville et les Champs (1906) — «Місто і поля»
- Les Frères ennemis (1906) — «Брати-вороги»
- Bar-Cochebas (1907) — «Бар-Кошба»
- Déroulède (1909) — «Дерулед»
- La Maîtresse servante (1911) — «Пані-служниця»
- La Fête arabe (1912) — «Арабське свято»
- La bataille de Scutarie d'Albanie (1913) — «Битва під Скутарі»
- La Tragédie de Ravaillac (1913) — «Трагедія Раваяка»
- La Mort de Déroulède (1914) — «Смерть Деруледа»
- Paul Déroulède (1914) — «Поль Дерулед»
- La Vie et la Mort de Déroulède (1914) — «Життя і смерть Деруледа»
- L'Ombre de la croix (1917), Plon 1920 — «Тінь хреста»
- Rabat, ou les heures marocaines (1918) — «Рабат, або Марокканські години»
- Relève (1919) — «Зміна»
- Marrakech ou les seigneurs de l'Atlas (1920) — «Маракеш, або Володарі Атласу»
- Quand Israël est roi, Plon (1921) — «Коли Ізраїль — король»
- L'invitation au voyage (1922) — «Запрошення подорожувати»
- La randonnée de Samba Diouf (1922) — «Довга прогулянка Самби Діуфа»
- La Maison des Mirabeau (1923) — «Дім родини Мірабо»
- Le Chemin de Damas (1923) — «Дамаський шлях»
- Un drame de l'automne (1923) — «Осіння драма»
- L'An prochain à Jérusalem (1924) — «Наступний рік у Єрусалимі»
- Au Mur des Pleurs (1924) — «Біля Стіни Плачу»
- Un grand maître n'est plus (1924) — «Уже немає великого вчителя»
- Monsieur France, Bergeret et Frère Léon (1925) — «Месьє Франс, Бержере і Брат Леон»
- Rendez-vous espagnols (1925) — «Іспанські зустрічі»
- Un royaume de Dieu (1925) — «Царство Боже»
- Causerie sur Israël (1926) — «Розмова про Ізраїль»
- Notre cher Péguy (1926) — «Наш любий Пеґі»
- La Semaine sainte à Séville (1927) — «Страсний тиждень у Севільї»
- L’âme de Péguy (1926) — «Душа Пеґі»
- En Bretagne (1927) — «У Бретані»
- La rose de Saron (1927) — «Саронська троянда»
- Petite histoire des Juifs (1927) — «Коротка історія євреїв»
- Noёl aux Deux-Magots (1927) — «Різдво у кафе „Два маґо“»
- Mes années chez Barrès (1928) — «Мої роки в Барреса»
- La promenade de Sion-Vaudémont (1928) — «Прогулянка в Сіон-Водемоні»
- La Reine de Palmyre (1928) — «Королева Пальміри»
- La séduction provençale (1928) — «Провансальська спокуса»
- La Chronique des frères ennemis (1929) — «Хроніка братів-ворогів»
- Fès ou les bourgeois de l'Islam (1930) — «Фес, або Буржуазія ісламу»
- L'Empereur, le philosophe et l’évêque (1930) — «Імператор, філософія і єпископ»
- La nuit de Fès (1930) — «Ніч у Фесі»
- L'Oiseau d'or (1931) — «Золотий птах»
- Les bien-aimées (1932) — «Кохані»
- Paris-Saïgon dans l'azur (1932) — «Париж — Сайгон у блакиті»
- La Fin des Habsbourg (1933) — «Кінець Габсбурґів»
- La Jument errante (1933) — «Мандрівна кобила»
- Histoires vraies (1933) — «Правдиві історії»
- Quand Israël n'est plus roi, Plon 1933 — «Коли Ізраїль не король»
- Vienne la rouge (1934) — «Червоний Відень»
- Versailles (1934) — «Версаль»
- Les Mille et un jours de l'Islam : Les cavaliers d'Allah (1935) — «Тисяча і один день ісламу : вершники Аллаха»
- Le Passant d’Éthiopie (1936) — «Прохожий із Ефіопії»
- Cruelle Espagne (1937) — «Жорстока Іспанія»
- Alerte en Syrie (1937) — «Тривога в Сирії»
- Les Mille et un jours de l'Islam : Les grains de la grenade (1938) — «Тисяча і один день ісламу: зернята граната»
- L'Envoyé de l'Archange (1939) — «Посланець архангела»
- Les contes de la Vierge (1940) — «Казки Діви»
- Les Mille et un jours de l'Islam : Le rayon vert (1941) — «Тисяча і один день ісламу: зелений промінь»
- Contes de Nôtre Dame (1943) — «Казки Богоматері»
- Il était un petit navire (1944) — «Був собі кораблик»
- Pour les fidèles de Barrès (1944) — «Для вірних Барресу»
- Vers d'almanach (1944) — «Вірш із альманаху»
- Le Miracle de Théophile (1945) — «Чудо Теофіля»
- Fumées de Paris et d'ailleurs (1946) — «Дими з Парижа і звідусіль»
- Vieille Perse et jeune Iran (1947) — «Стара Персія і молодий Іран»
- Les Enfants perdus (1948) — «Втрачені діти»
- Pour les fidèles de Péguy (1949) — «Для вірних Пеґі»
- La Double confidence (1951) — «Двозначне признання»
- Les Mille et un jours de l'Islam : La chaîne d'or (1950) — «Тисяча і один день ісламу: золотий ланцюг»

## Нагороди і почесті
- Ґонкурівська премія (1906, разом із братом — Жаном Таро)
- Велика літературна премія Французької академії наук (1919, разом із братом — Жаном Таро)
- Орден Почесного легіону
- Іменем братів Таро названо вулицю в Сен-Сипр'єні (Східні Піренеї)